# أوروس موتورز
أوروس موتورز هي شركة روسية تقوم بتصنيع السيارات الفارهة،تأسست الشركة في 2018. وهي الشركة المنتجة لسيارة الرئيس الروسي فلاديمير بوتين 